# La muerte del picador
Muerte del picador  o Cogida de un picador es un cuadro de Francisco de Goya pintado en 1793 poco después de la grave enfermedad que causó la sordera al pintor.
Se encuentra incluido en una serie enviada a la Real Academia de Bellas Artes de San Fernando junto con otros cuadros de pequeño formato sobre hojalata con asuntos de fantasía y capricho y taurinos del mismo año, como Apartado de toros o Toros en el arroyo, La captura del toro, El toro enmaromado o El gayumbo, Suerte de banderillas o Banderillas en el campo, Toreando de capa o Pase de capa y Suerte de matar.
De toda esta serie, es este uno de los cuadros más violentos. Muestra a un toro que ha corneado al picador y la punta del pitón asoma tras ensartar completamente su muslo. En tanto, el resto de la cuadrilla intenta evitar el peligro, algunos coleando al toro y otro picador alanceando al morlaco. El caballo ha caído al suelo destripado.

## Análisis
Destaca en esta obra el dramático dinamismo de la acción, creando una sinfonía de gestos y aspavientos. Mientras, una anónima multitud se vislumbra en los tendidos, en los que se aprecia el contraste entre el graderío de sol y el de sombra. La masa ya no es un conjunto de individuos, sino el público anónimo que se amalgama en la grada y que conforma una multitud con características propias, similares a la que contempla el espectáculo en el cuadro de la misma serie Los cómicos ambulantes.
De técnica abocetada, pincelada suelta y enérgica e intenso cromatismo, es una obra en la que Goya pretende reponerse y reanudar su actividad como pintor tras la grave enfermedad que le aquejó a fines de 1792 y de la que aún no estaba completamente restablecido. Sin embargo, con esta serie de cuadros pretendió demostrar a la Academia que sus facultades como pintor estaban intactas y la potencia de su invención se había enriquecido si cabe tras los difíciles momentos de su convalecencia.
Esta pintura fue fuente de inspiración para Pablo Picasso, que elaboró numerosas variaciones sobre este tema goyesco. La vorágine de líneas curvas y la variedad de la composición guarda relación con la estética de las vanguardias del siglo XX a los ojos del pintor malagueño, inventor del cubismo. En la obra de Goya, muchos pintores de las rupturas históricas de la figuración, vieron un precedente y un punto de partida. Por la transmisión de emoción y el desgarro de las actitudes y la riqueza vibrante de su cromatismo, el cuadrito podría también relacionarse con el expresionismo.
Es posible, según hipótesis de Glendinning, que el artista aragonés, que era aficionado a la Tauromaquia y pudo hacer sus pinitos como novillero en su juventud, y más, tras el riesgo sufrido en su enfermedad (posiblemente debido a la acumulación de plomo, el saturnismo), se compare a un torero por tener en común la exposición ante el juicio público y compartir la posibilididad del fracaso, exorcizando así sus flaquezas de un modo simbólico.